# Rateče

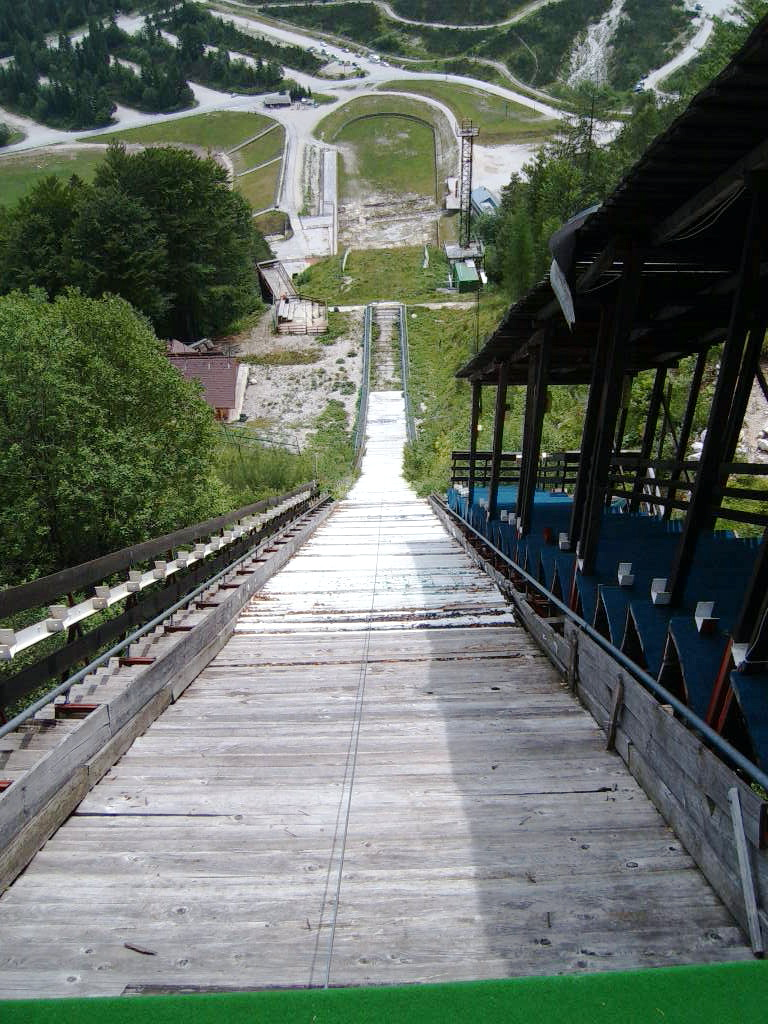
Letalnica

Rateče (IPA: [ˈraːtɛʧɛ], németül: Ratschach IPA: [ˈʁaʧax]) helység, ismert üdülőhely Szlovéniában, az osztrák, olasz, szlovén hármashatár közvetlen közelében.
A Karavankák és a Júliai-Alpok között fekvő település közigazgatásilag Kranjska Gorához tartozik.
A Planica nevű részén találhatók a síugrósáncok (Letalnica) a 70, 90, 120 és 185 méteres. Ez utóbbiról ugrotta Bjørn Einar Romøren norvég síugró 2005 márciusában az aktuális világrekordot (239 m).